# Старо Нагоричане
Старо Нагоричане (такође: Старо Нагоричано, Старо Нагоричино) је насеље у Северној Македонији, у северном делу државе. Старо Нагоричане је седиште истоимене општине истоимене општине.
У Старом Нагоричану се налази изванредан пример српског градитељства из времена Немањића, манастир Светог Ђорђа из 14. века.
Старо Нагоричане има велики значај за српску заједницу у Северној Македонији, пошто Срби чине већину у насељу.

## Географија
Старо Нагоричане је смештено у северном делу Северне Македоније. Од најближег града, Куманова, село је удаљено 15 km североисточно.
Село Старо Нагоричане се налази у историјској области Средорек, у брежуљкастом крају, на приближно 420 метара надморске висине. Источно од села протиче река Пчиња.
Месна клима је континентална са слабим утицајем Егејског мора (жарка лета).

## Историја Срба у месту
Школа српска постоји у селу од 1890. године. У Старом Нагоричану је 1899. године радила троразредна српска основна школа. Исту је похађало 30 ученика а њима је предавао учитељ, који је завршио београдску Богословију. Бугарску основну школу, похађало је 1896. године само 12 ученика.
У месту је фебруара 1896. године било 125 српских домова.
Нова школска зграда подигнута је 1926. године заузимањем краља Александра I Карађорђевића. До тада је ту била мала, стара и неугледна грађевина школска.
Ту је рођен око 1886. године српски комитски војвода Петко Илић. Петко је као врло млад ушао у редове српских четника, а Горње Нагоричане је историјски важно место одакле је кренула српска ослободилачка акција на југу. Ту је у штали поп Димитрија Трајковића, био смештен Јован Довезенски са својих осам четника, када су први пут кренули преко српско-турске границе.
Откривена је 7. маја 1937. године у месту спомен-биста учитељу и националном раднику Крсти Алексићу. Споменик је постављен на пирамиди од младонагоричанског базалта. Крста је провео 14 година у том селу као учитељ и васпитач. А 1915. године, током Првог светског рата погинуо је. Био је родом из села Премке, у Кичевском срезу. Отишао је у Београд на занат, а вратио се у завичај да би вршио национално-просветни рад.

## Становништво
Старо Нагоричане је према последњем попису из 2021. године имало 493 становника.
Претежна вероисповест месног становништва је православље.
| Национални састав према попису из 2021.‍ | Национални састав према попису из 2021.‍ | Национални састав према попису из 2021.‍ | Национални састав према попису из 2021.‍ | Национални састав према попису из 2021.‍ |
| --------------------------------------- | --------------------------------------- | --------------------------------------- | --------------------------------------- | --------------------------------------- |
|                                         |                                         |                                         |                                         |                                         |
| Срби                                    | Срби                                    |                                         | 302                                     | 61,3%                                   |
| Македонци                               | Македонци                               |                                         | 169                                     | 34,3%                                   |

## Знаменитости насеља
У селу се налази српски средњовековни манастир Светог Ђорђа из 14. века, који је изградио краљ Милутин. Постоје натписи у камену изнад западних врата из 1313. године. По једном ктитор тог храма је био "самодржац српски" краљ Стефан Милутин са супругом Симонидом, у време игумана Андонија. Други натпис говори да је те године "избио Турке". За време Првог светског рата Бугари су копали унутар цркве тражећи кости цара Шишмана. На цркву су поставили плочу на којој је писало да је то наводно задужбина њиховог владара Шишмана. Стигли су и да знатно оштете стари, драгоцени иконопис. На икони Христовој чак је (поред других варварстава), урезао ножем један Бугарин своје име "26.1.1916. године Др Аврамов учитељ (доктор наука!)..." Њега су следили и други необуздани скрнавитељи српске светиње: Кирил јеромонах, Михаил монах из Пезова, игуман Марко Манастирски, поп Димитрије из Паланске нахије.

## Личности
- Петко Илић